# Lost Highway (banda sonora)
Lost Highway es la banda sonora de la película de the 1997 dirigida por David Lynch del mismo nombre. Fue producido por Trent Reznor (Nine Inch Nails) e incluye música original de la película grabada por Reznor, Angelo Badalamenti y Barry Adamson, además de canciones de otros artistas utilizadas en la cinta. Llegó al puesto número siete en la lista Billboard 200 llegando a ser certificado oro por vender más de 500.000 copias en Estados Unidos.

## Track listing
1. "I'm Deranged" (Edit) – David Bowie – 2:37
2. "Videodrones; Questions" – Trent Reznor y Peter Christopherson – 0:44
3. "The Perfect Drug" – Nine Inch Nails – 5:15
4. "Red Bats with Teeth" – Angelo Badalamenti – 2:57
5. "Haunting & Heartbreaking" – Angelo Badalamenti – 2:09
6. "Eye" – The Smashing Pumpkins – 4:51
7. "Dub Driving" – Angelo Badalamenti – 3:43
8. "Mr. Eddy's Theme 1" – Barry Adamson – 3:31
9. "This Magic Moment" – Lou Reed – 3:23
10. "Mr. Eddy's Theme 2" – Barry Adamson – 2:13
11. "Fred and Renee Make Love" – Angelo Badalamenti – 2:04
12. "Apple of Sodom" – Marilyn Manson – 4:26
13. "Insensatez" – Antonio Carlos Jobim – 2:53
14. "Something Wicked This Way Comes" (Edit) – Barry Adamson – 2:54
15. "I Put a Spell on You" – Marilyn Manson – 3:30
16. "Fats Revisited" – Angelo Badalamenti – 2:31
17. "Fred's World" – Angelo Badalamenti – 3:01
18. "Rammstein" (Edit) – Rammstein – 3:26
19. "Hollywood Sunset" – Barry Adamson – 2:01
20. "Heirate Mich" (Edit) – Rammstein – 3:02
21. "Police" – Angelo Badalamenti – 1:40
22. "Driver Down" – Trent Reznor – 5:18
23. "I'm Deranged" (Reprise) – David Bowie – 3:48